# Aon Center (Los Angeles)
Aon Center
O Aon Center é um arranha-céu de escritórios de 62 andares de 260 m (860 ft) de altura, localizado em Los Angeles, Califórnia. Projetado por Charles Luckman, o prédio começou a ser construído em 1970, sendo terminado em 1973. O edifício é atualmente o 3º maior arranha-céu de Los Angeles, o 4° mais alto da Califórnia e o 44º mais alto dos Estados Unidos. O logotipo da Aon é exibido no topo do edifício de vermelho.

## História
O edifício foi originalmente nomeado como United California Bank Building desde sua conclusão em 1973 até 1981, quando o edifício se tornou First Interstate Tower. Foi o maior edifício a oeste do Rio Mississippi quando construído, até 1982 quando foi ultrapassado pelo Texas Commerce Tower em Houston, Texas. Foi também o maior edifício do mundo fora de Nova Iorque e Chicago. Permaneceu sendo o edifício mais alto de Los Angeles até 1989, quando o Library Tower (agora US Bank Tower) foi concluído. Entre 1998 até 2005, não havia nenhum logo no edifício.

### Incêndio
No dia 4 de maio de 1988, um incêndio começou no 12º andar logo depois das 22:00 horas, o incêndio durou por 4 horas. O fogo destruiu 5 andares e feriu 40 pessoas e matou um trabalhador de manutenção, consequentemente, porque o elevador abriu no 12º andar queimando. O incêndio foi muito grave, porque o prédio não estava equipado com um sistema de sprinkler, algo que não era necessário para torres de escritórios no tempo de sua construção. Um sistema de sprinkler estava 90% instalado no momento do incêndio, no entanto, estava inoperante, aguardando a instalação de alarmes de fluxo de água. O fogo foi contido eventualmente às 02:19 da manhã e causou US$ 400 milhões de danos. A reforma do edifício durou 4 meses. Por causa do incêndio, os códigos de construções de Los Angeles foram modificados, exigindo que todos os elevadores fossem equipados com sprinkler.

## Cultura popular
O incêndio de 1988 foi destacado em um filme da ABC de 1991 Fire: preso no 37º andar estrelando Lee Majors, Lisa Hartman-Black e Peter Scolari.
O edifício foi apresentado no filme de catástrofe de 2015, Terremoto: A Falha de San Andreas, onde é destruído quando um forte terremoto destrói Los Angeles.
O edifício aparece no jogo, GTA V, da Rockstar Games, onde está localizado em uma cidade fictícia chamada Los Santos, conhecido no jogo como Wiwang Tower.